# Provincia de Gutiérrez
Gutiérrez es una de las provincias del departamento de Boyacá (Colombia). Se ubica al noreste del departamento y se divide en 6 municipios.
El nombre de la Provincia Gutiérrez se debe a la memoria del presidente José Santos Gutiérrez Prieto nacido en el municipio de El Cocuy.

## Límites provinciales
- Norte: Cubara de Boyacá
- Oeste: departamento de Santander
- Sur:Provincia del Norte, Valderrama y departamento del Casanare
- Este: departamento de Arauca

## Municipios
| Bandera | Nombre     | Área (km²) | Habitantes | Altitud (m s. n. m.) | Año de fundación | Código postal |
| ------- | ---------- | ---------- | ---------- | -------------------- | ---------------- | ------------- |
|         | Chiscas    | 655,2      | 4.155      | 2368                 | 1777             | 151401        |
|         | El Cocuy   | 253        | 4.377      | 2700                 | 1541             | 151280        |
|         | El Espino  | 70         | 3.217      | 2128                 | 1790             | 151240        |
|         | Guacamayas | 59,83      | 1.952      | 2195                 | 1764             | 151220        |
|         | Güicán     | 917        | 4.492      | 2880                 | 1756             | 151440        |
|         | Panqueba   | 42         | 1.794      | 2240                 | -                | 151260        |
| -       | Total      | 1997,03    | 19.987     | -                    | -                | -             |

## Galería fotográfica

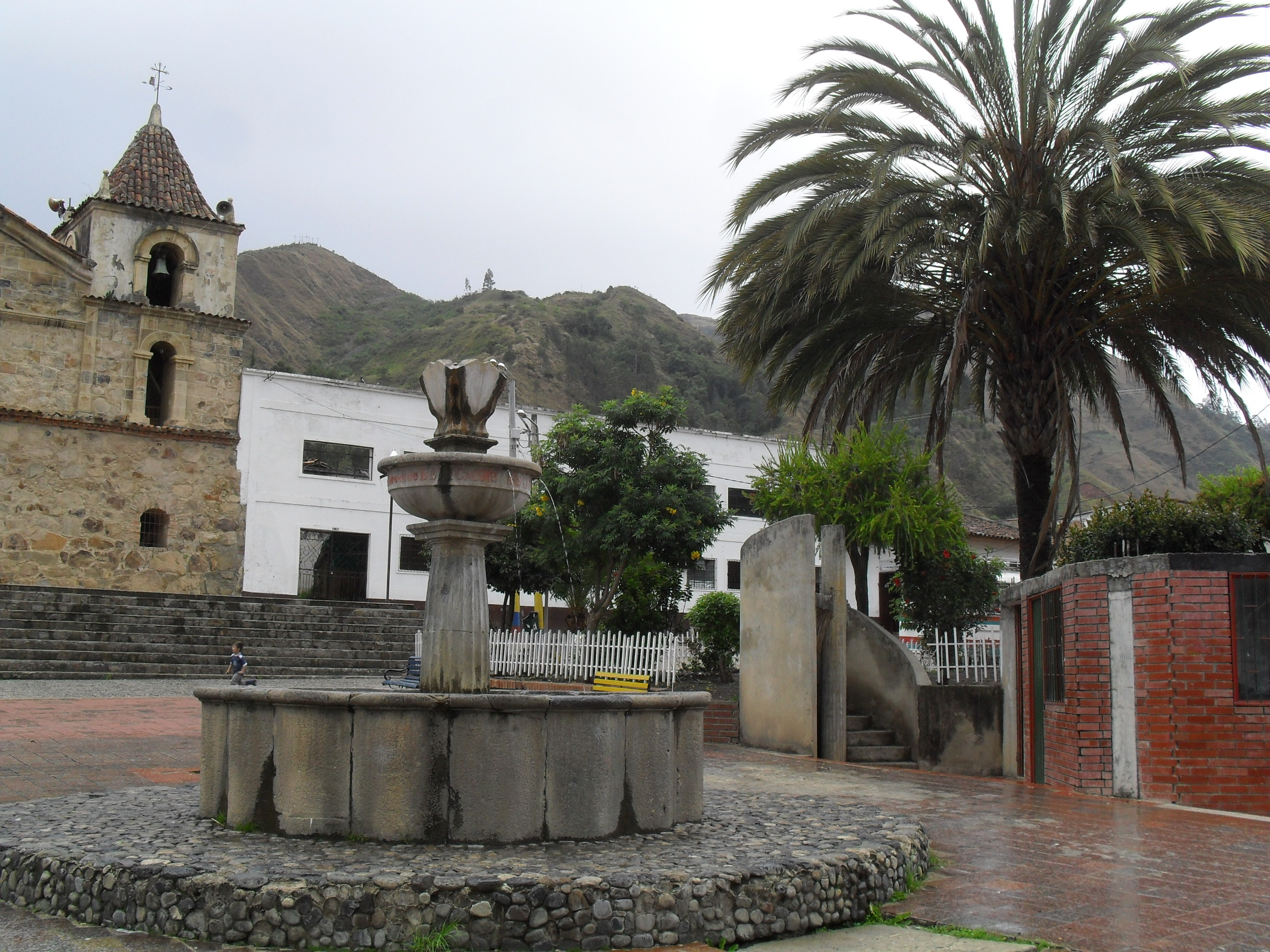
Parque principal de Chiscas.
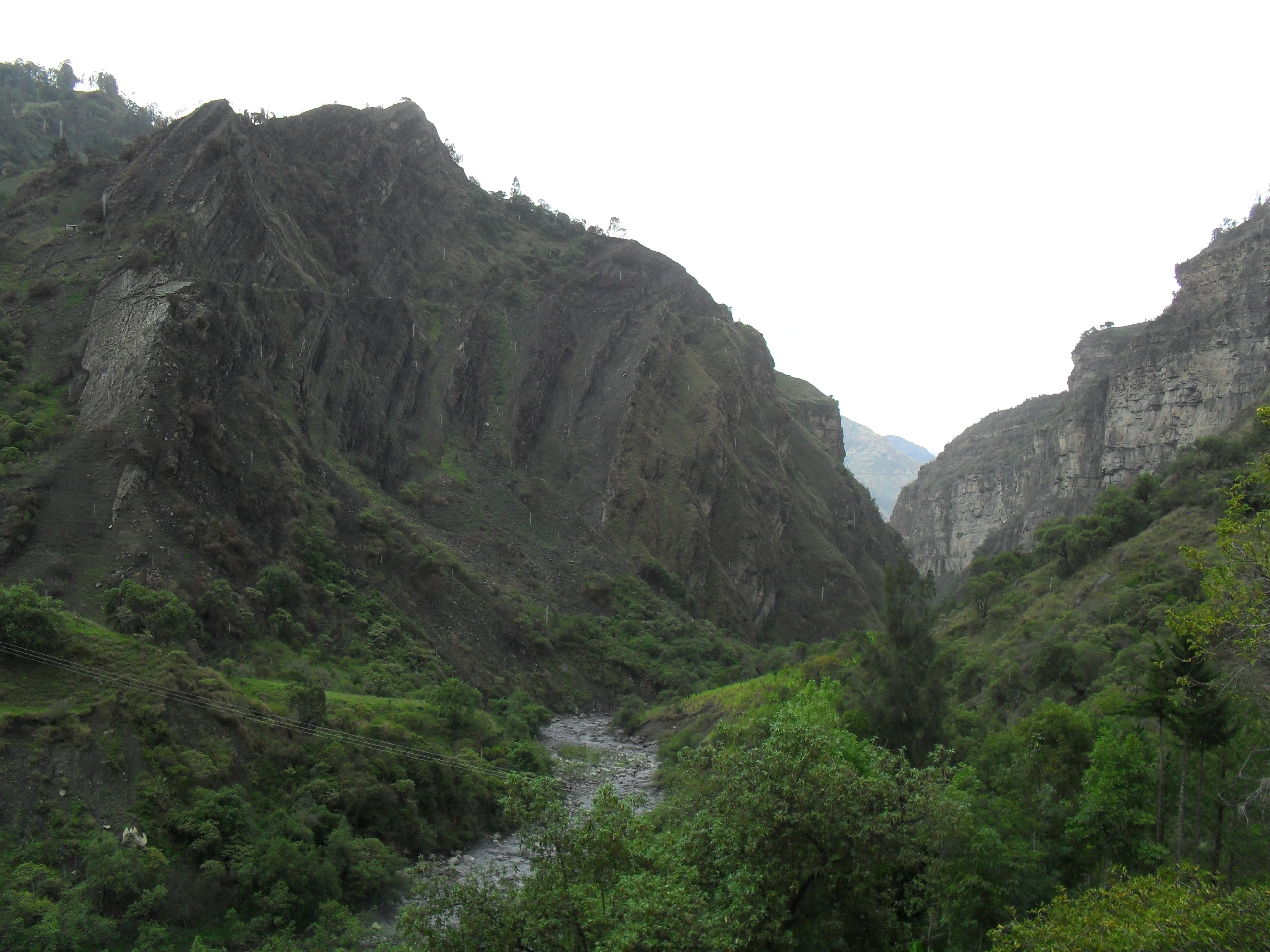
Valle del río Chiscano.
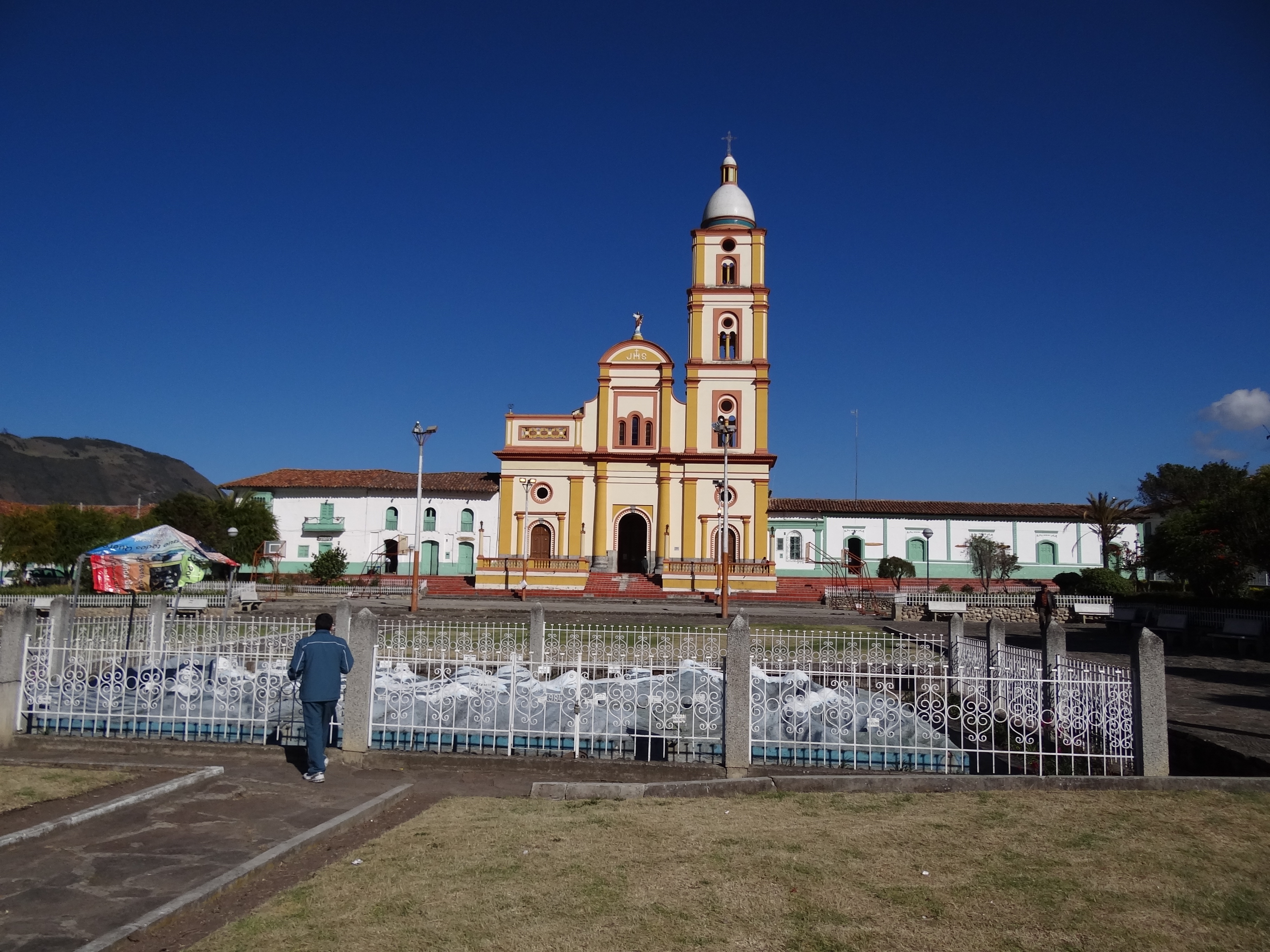
Parque principal de El Cocuy.
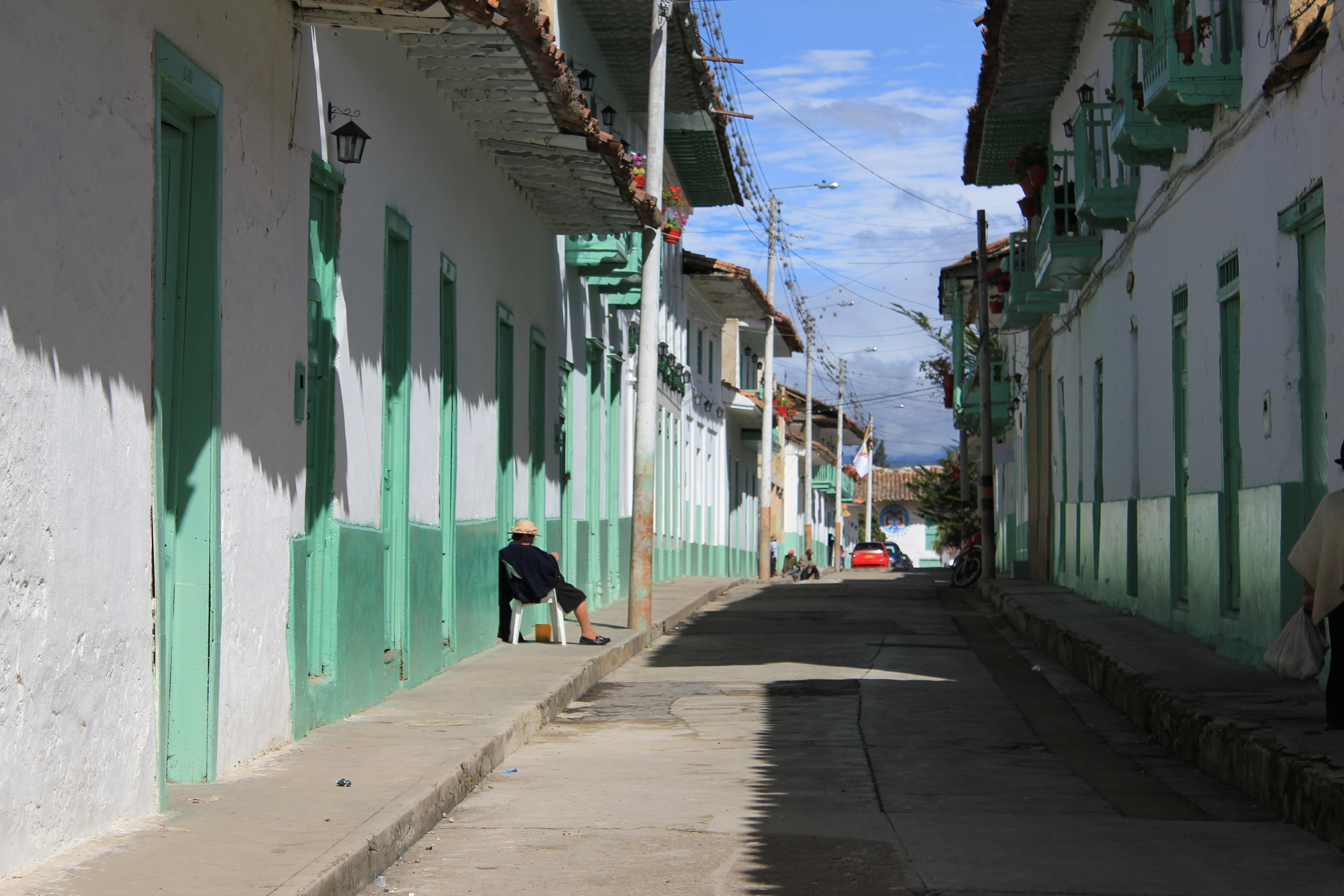
Calle colonial de El Cocuy.
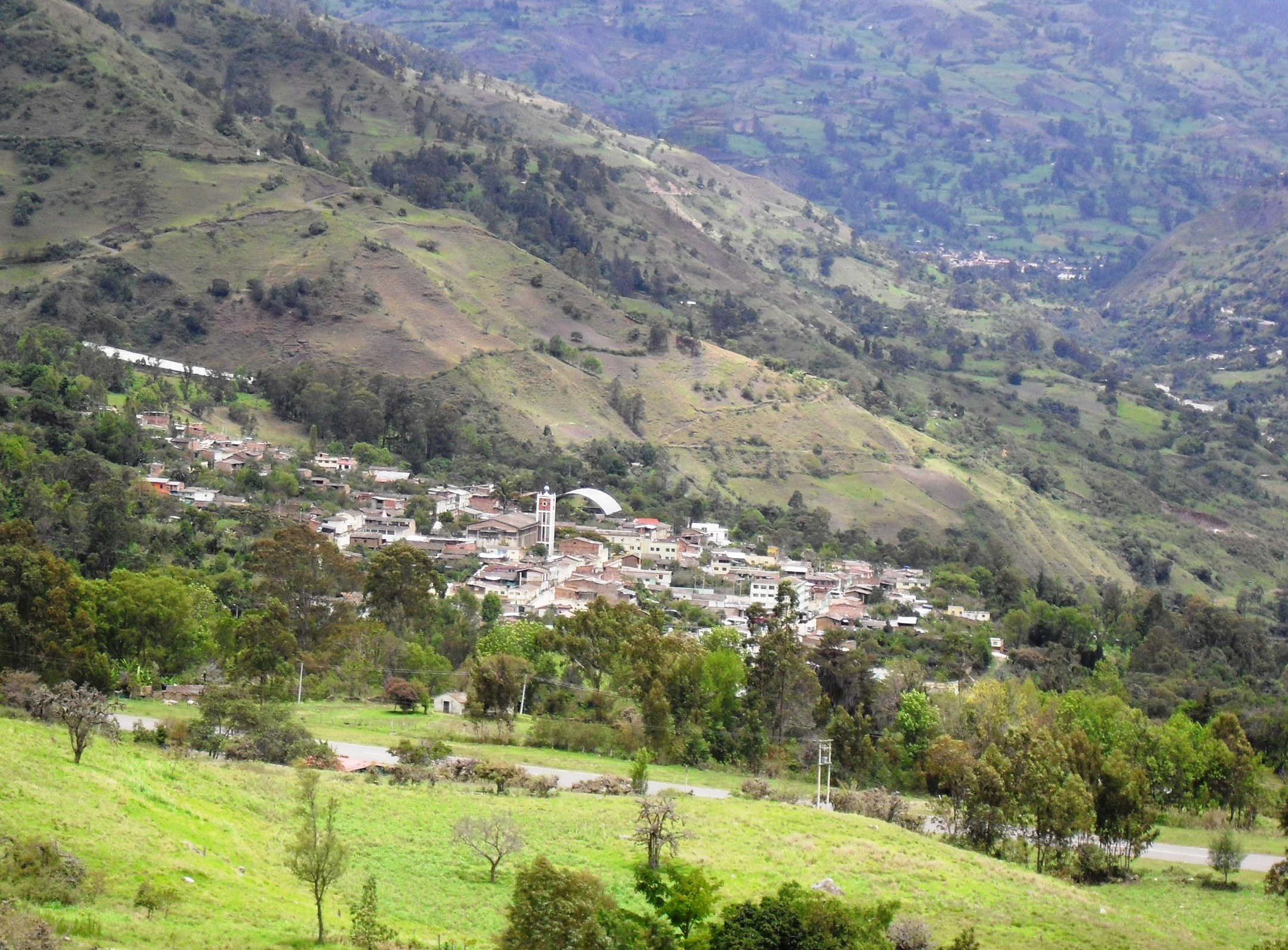
Vista panorámica de El Espino.
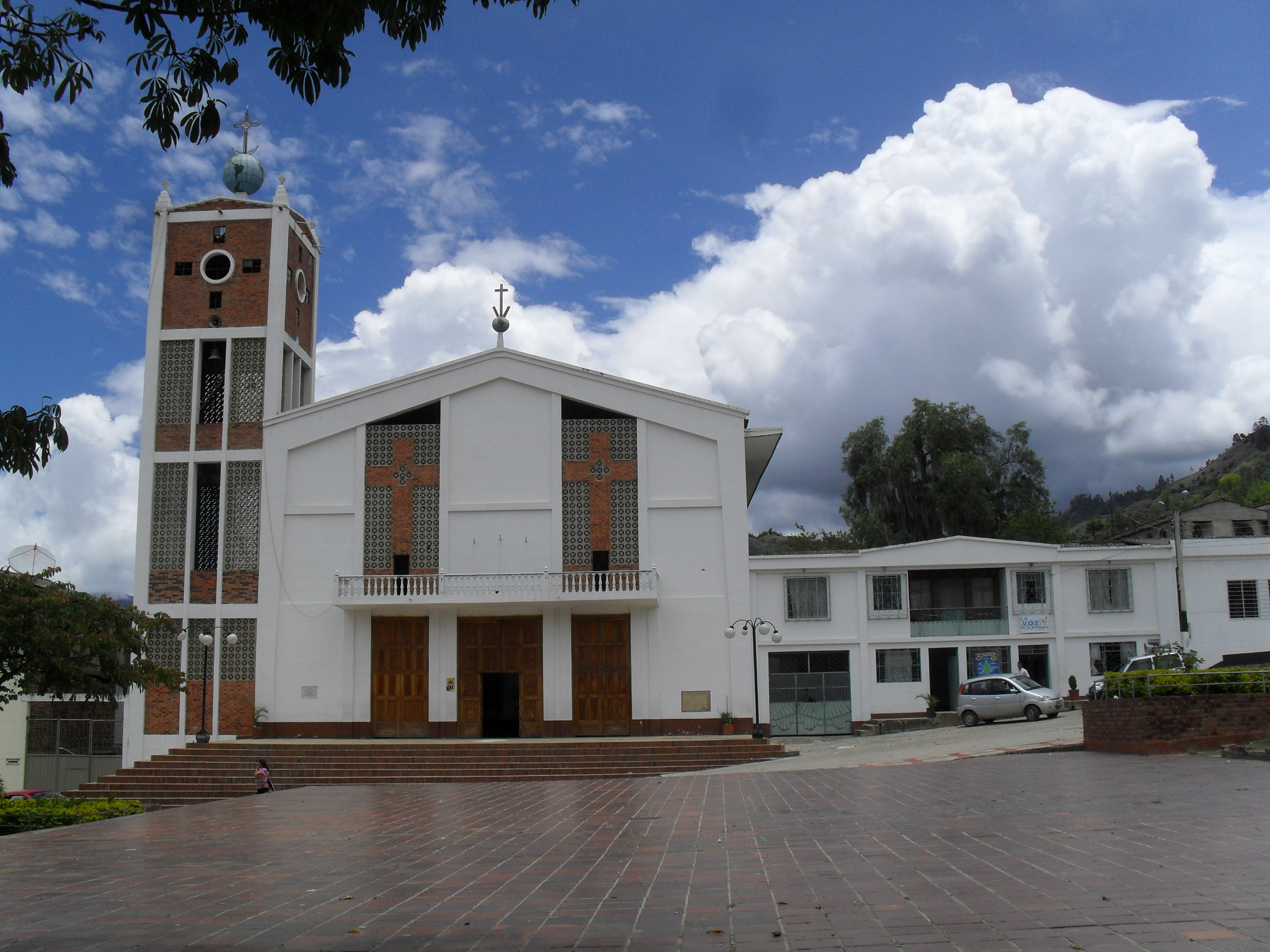
Templo parroquial de El Espino.
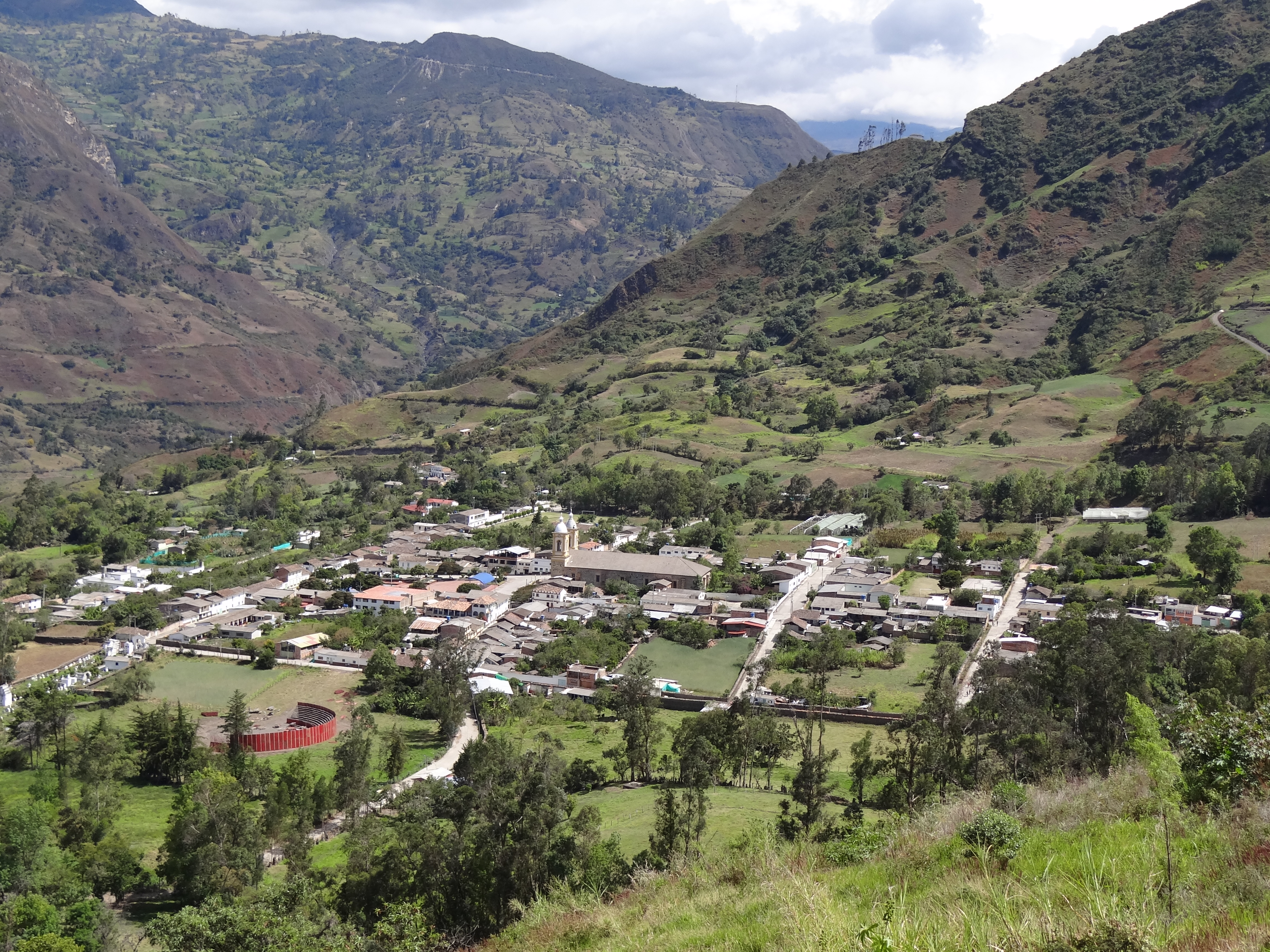
Vista panorámica de Guacamayas.
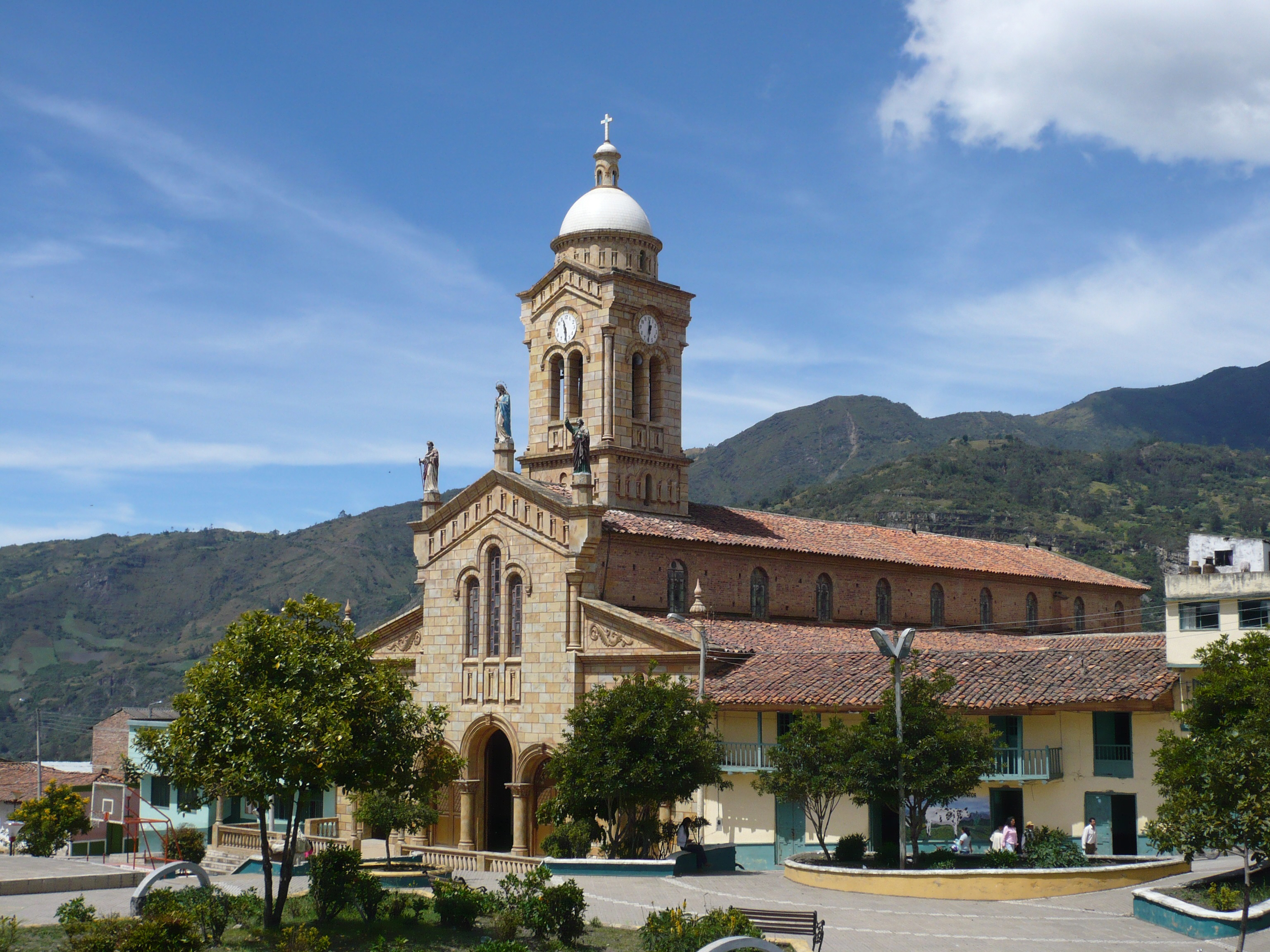
Santuario de la Virgen Morenita de Güicán.
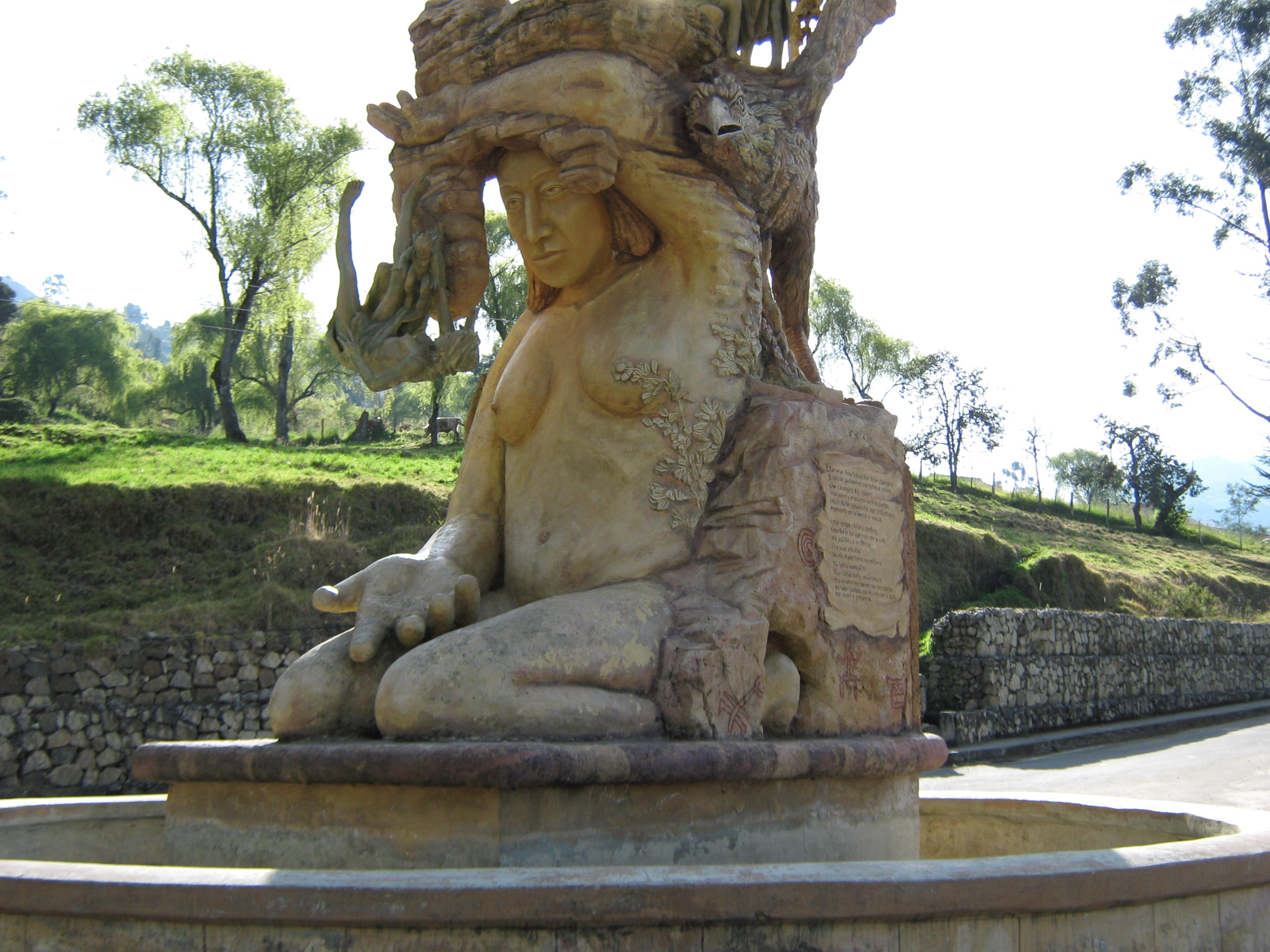
Monumento a la dignidad indígena de Güicán.
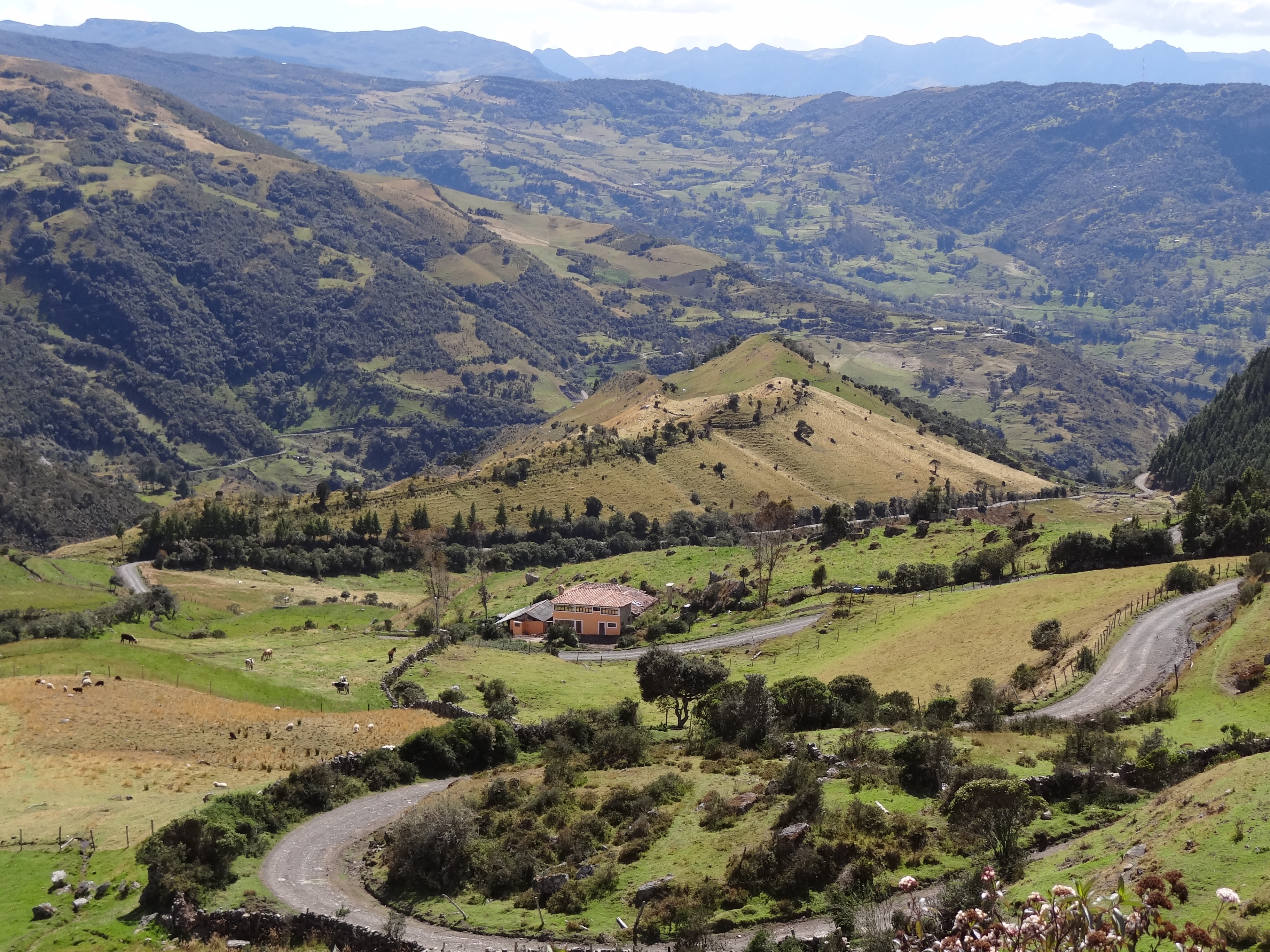
Vista del sector rural de Güicán.
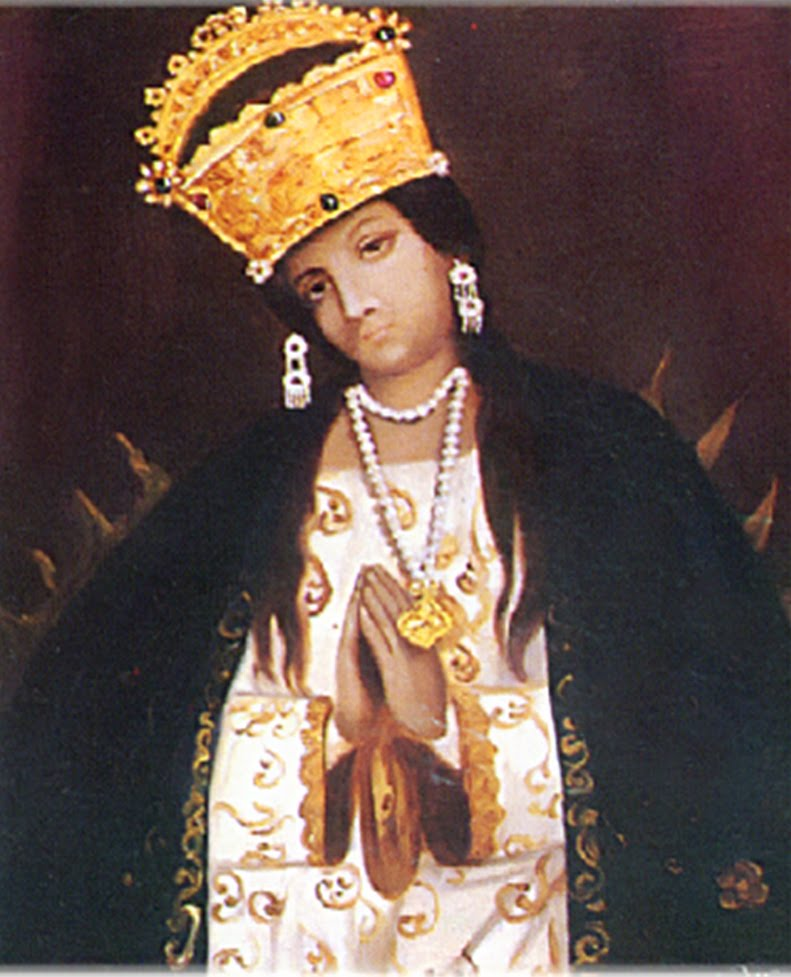
Virgen Morenita de Güicán.
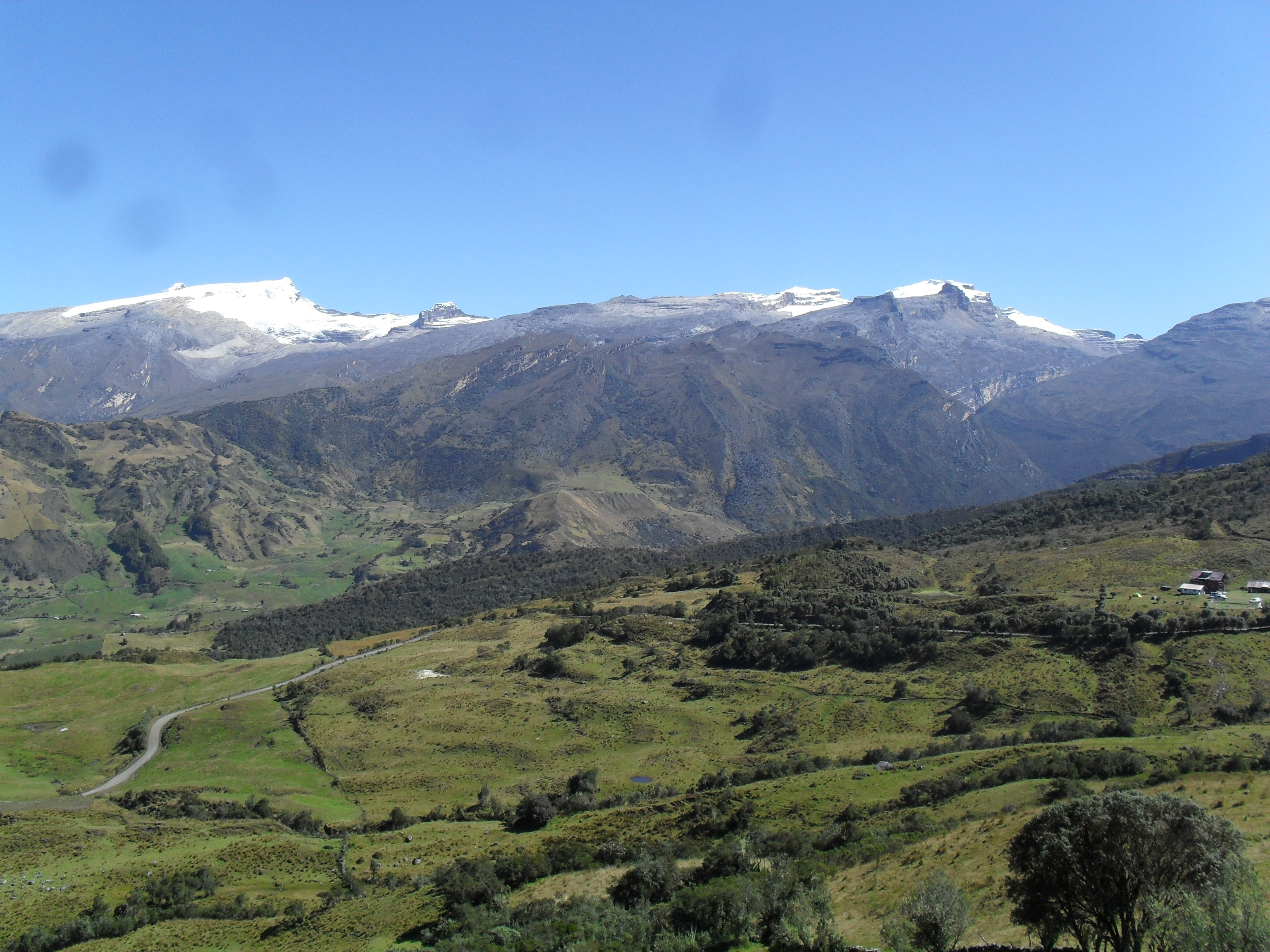
Vista de la Sierra Nevada del Cocuy.
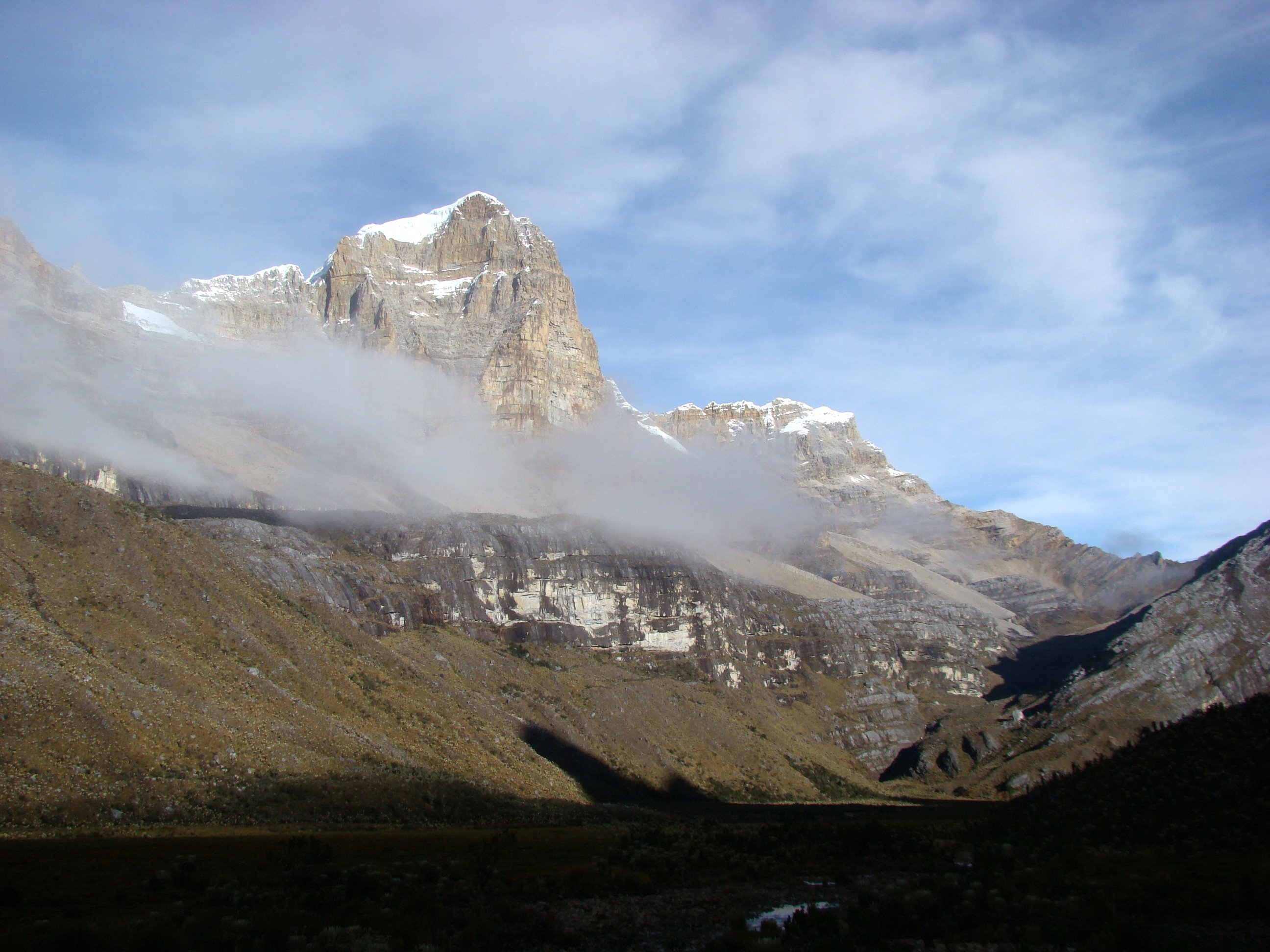
Ritacuba Blanco.
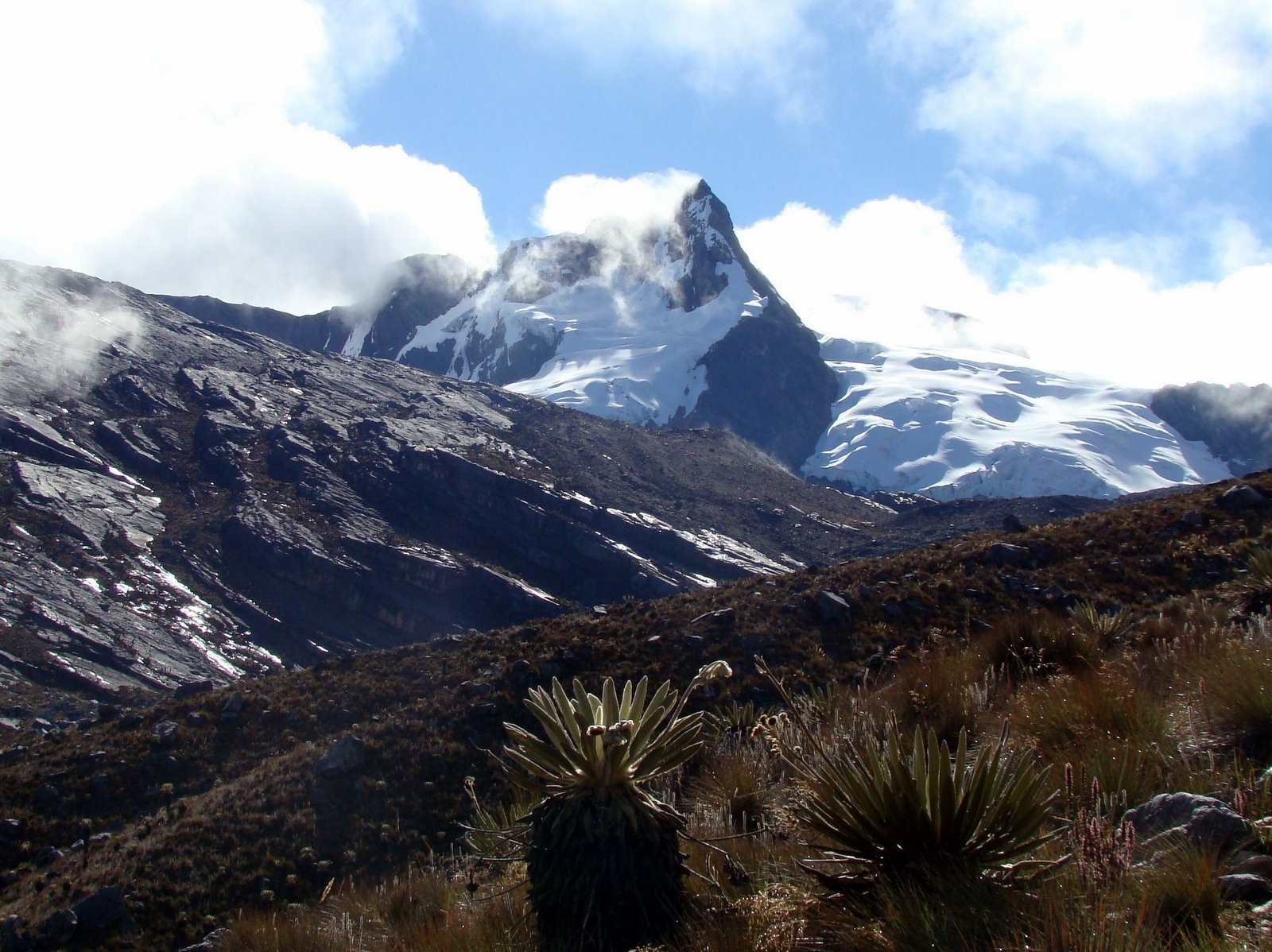
Pico Aguja.